# Mondovision
La mondovision est la télédiffusion simultanée d'un programme dans un maximum de pays du monde. Il s'agit presque toujours d'émissions réalisées en direct au cours d'un événement ayant un retentissement international, les diffuseurs recourant alors à un important réseau de satellites de télécommunications.

## Histoire
En 1953, le couronnement de la reine du Royaume-Uni Élisabeth II est retransmis en eurovision, mais ne peut être diffusé simultanément en Europe et aux États-Unis en raison de la courbure de la Terre.
Le 11 juillet 1962, grâce au satellite Telstar 1, lancé la veille depuis Cap Canaveral, la première télécommunication transatlantique est rendue possible. À 0 h 49, à Pleumeur-Bodou dans les Côtes-du-Nord, des signaux émis par Telstar sont captés par PB1 l'antenne cornet abritée par le radôme. Deux cents techniciens assistent à la retransmission. La mondovision est née. 
Après une première retransmission à grande échelle en eurovision des Jeux olympiques de Rome en 1960, ceux de l'été 1964 à Tokyo sont diffusés en mondovision grâce au satellite Syncom-3 et sont suivis par 800 millions de téléspectateurs dans le monde.
La première émission conçue en mondovision est retransmise le 25 juin 1967. Elle s'intitule Our World (en) : les Beatles interprètent la chanson All You Need Is Love écrite par John Lennon. La chanson est jouée, enregistrée et diffusée en direct, pour un auditoire potentiel dont l'estimation varie de 400 à 700 millions de téléspectateurs.
On peut aussi retrouver, entre tous les événements retransmis en mondovision :
- les premiers pas sur la lune de Neil Armstrong en juillet 1969 ;
- le clip Black or White de Michael Jackson en 1991, avec plus de 500 millions de téléspectateurs à travers le monde ;
- l'ouverture de Disneyland Paris en 1992 ;
- les funérailles de Jean-Paul II le 8 avril 2005[6] ;
- la cérémonie en mémoire de Michael Jackson le 7 juillet 2009 ;
- la sortie des 33 mineurs chiliens fin 2010 ;
- le mariage princier de Kate et William le 29 avril 2011 ;
- la cérémonie de béatification de Jean-Paul II le 1er mai 2011 ;
- l'élection du pape François le 13 mars 2013 ;
- les funérailles de Nelson Mandela le dimanche 15 décembre 2013 ;
- les funérailles d'État d'Élisabeth II le 19 septembre 2022[7],[8] ;
- la cérémonie d'ouverture des Jeux olympiques de Paris le 26 juillet 2024 ;
- les funérailles du pape François le 26 avril 2025[9].